# Bruges (Pyrénées-Atlantiques)
Pour les articles homonymes, voir Bruges.
Bruges est une ancienne commune française du département des Pyrénées-Atlantiques. Le 1er janvier 1973, la commune fusionne avec Capbis et Mifaget pour former la nouvelle commune de Bruges-Capbis-Mifaget sous l'égide de la loi Marcellin.

## Géographie

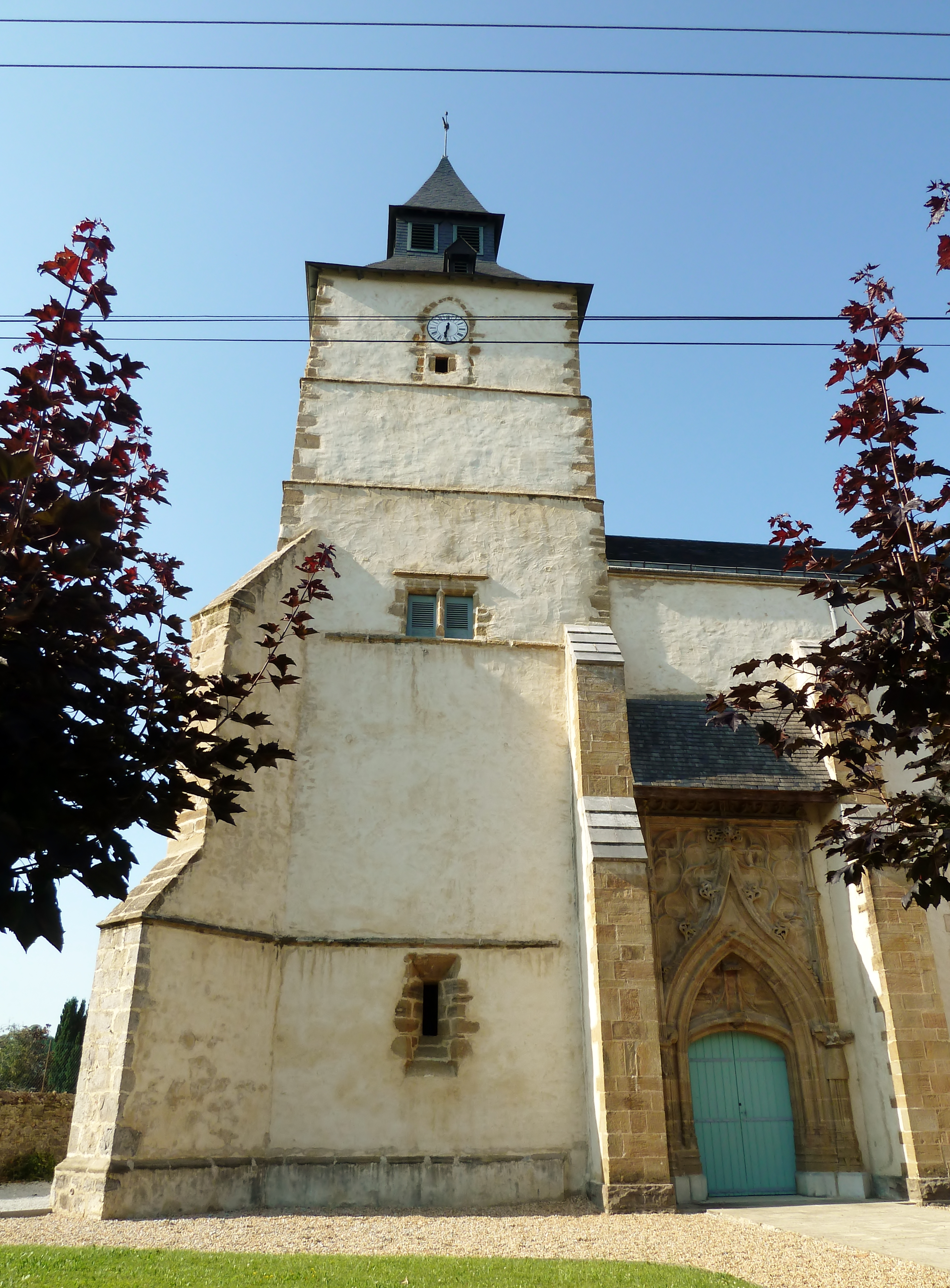
L’église Saint-Martin

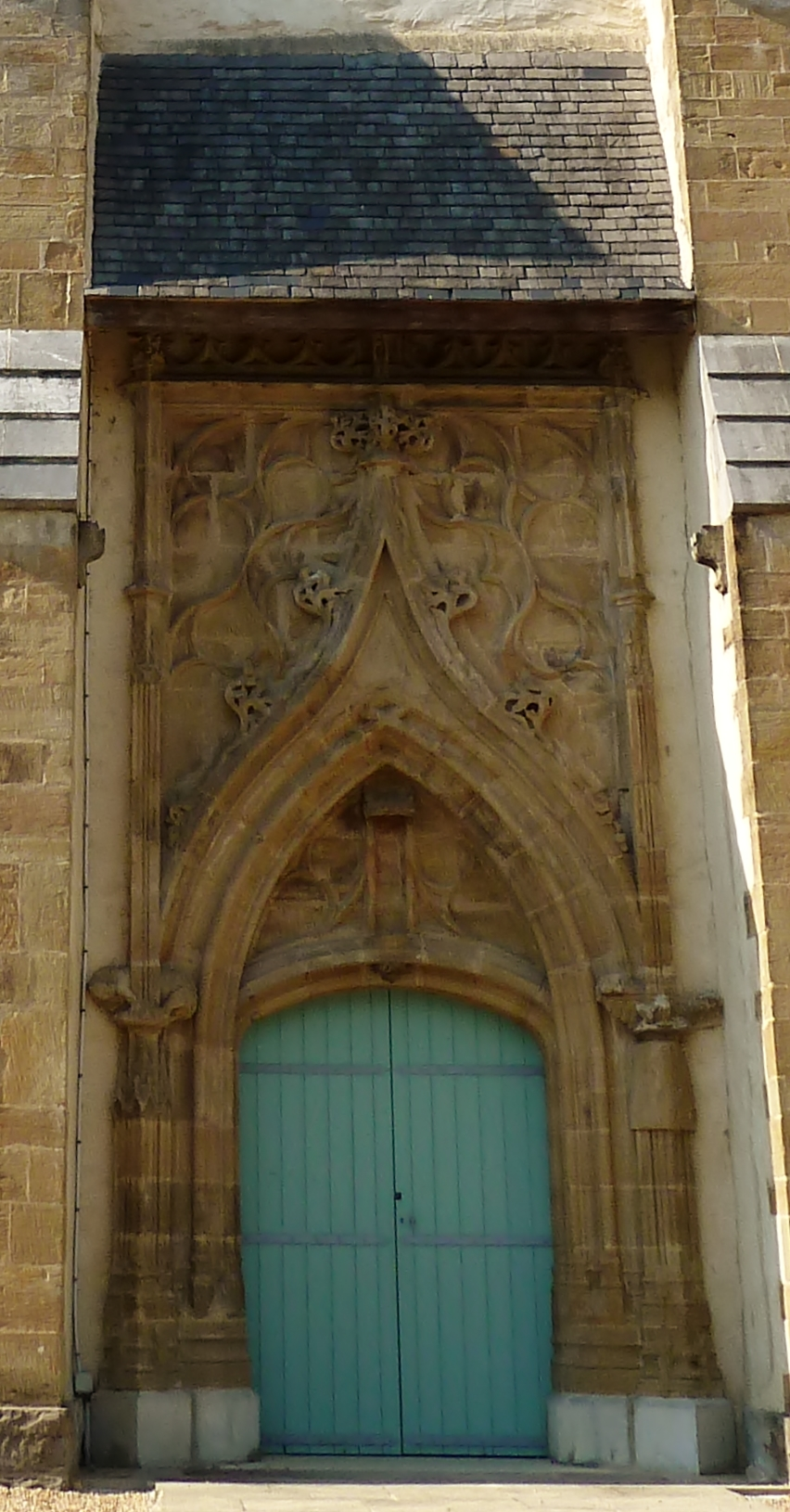
Entrée de l'église Saint-Martin

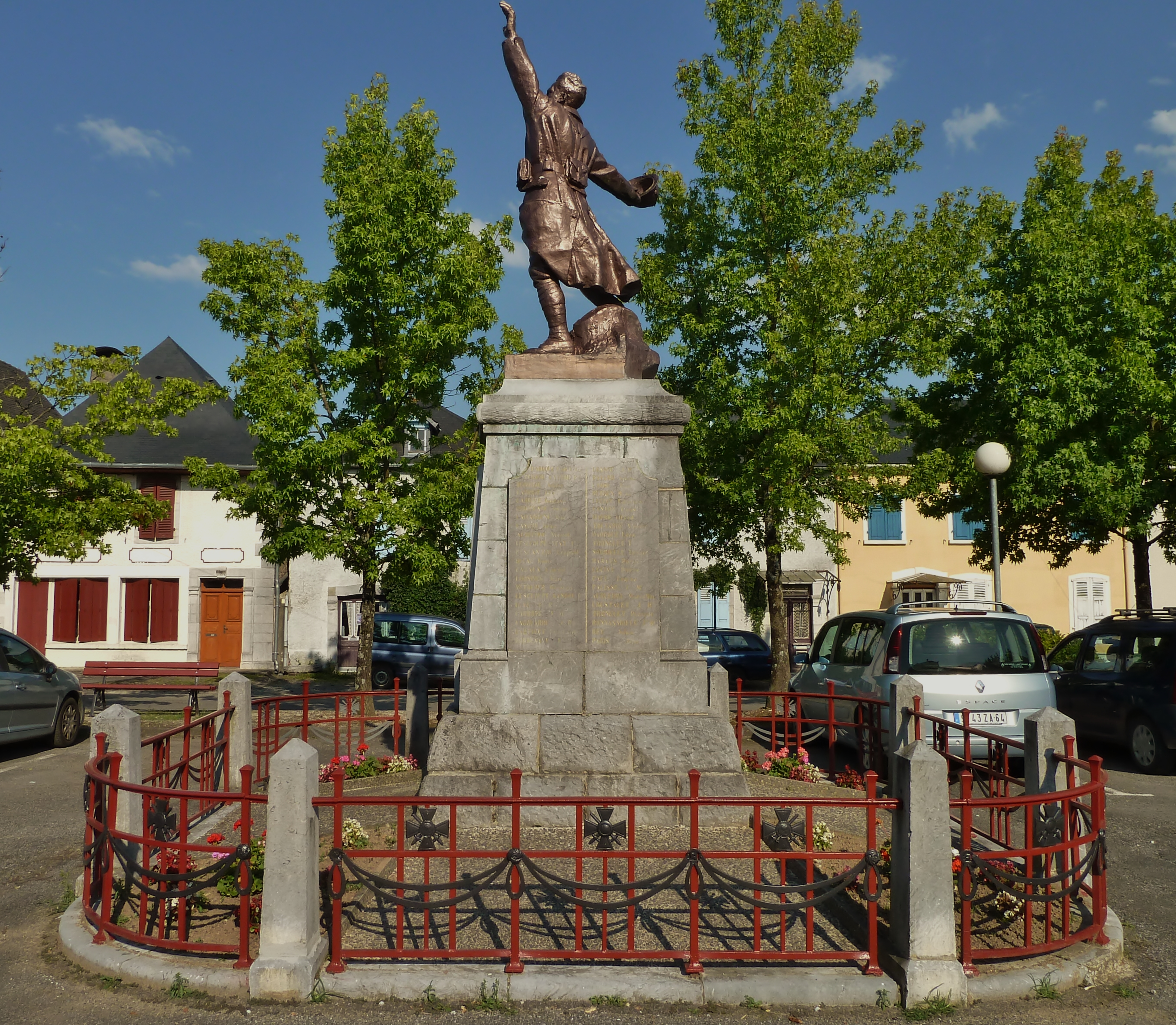
Le monument aux morts

Le village est situé à l'est du département, à vingt-cinq kilomètres au sud-est de Pau.

## Toponymie
À l'instar de nombreuses autres villes neuves fondées à la même époque, Bruges emprunte son nom à une ville prestigieuse, Bruges en Flandre-Occidentale, comme gage du succès de son développement.
Le toponyme Bruges apparaît sous les formes Brutges (1360, titres de Bruges) et Brudges (1580, titres de Béarn).
Les habitants de Bruges étaient surnommés lous pélacas ('pêle-chiens') parce que, dit-on, certains d'entre eux avaient pris l'habitude, pendant les périodes de disette, de faire subir aux chiens le même sort qu'aux porcs. Une autre version dit que les Brugeois tuaient des porcs si maigres qu'ils ressemblaient à des chiens, ce dont les voisins d'Asson, peut-être plus riches, se moquaient.

## Histoire
La bastide de Bruges fut fondée en 1357 par Bertrand de Pujols, lieutenant général de Gaston Fébus, vicomte de Foix Béarn. Le nom de Bruges provient vraisemblablement de la ville flamande de Bruges où Gaston Fébus séjourna la même année, avant de s'embarquer et participer en Prusse à une croisade avec les Chevaliers Teutoniques.
Au XIXe siècle (1834 et 1855): plus de 200 personnes décèdent à Bruges lors des deux importantes épidémies de choléra qui déferlent dans le département.
À la fin du XIXe siècle : Bruges connait un épisode industriel de fabrication de sandales qui prend de l’importance, au XXe siècle, entre les deux guerres. Trois usines et de nombreux petits fabricants indépendants emploient une main d’œuvre qualifiée, réputée et très nombreuse. Cette filière disparait définitivement à la fin des années 1960.

## Population et société

### Démographie
En 1385, le dénombrement général des feux de la Viconté  précise que Bruges, qui dépendait alors du bailliage de Nay, comptait cinquante-deux feux, (dont, inclus, trois à Capbis).
| 1793  | 1800  | 1806  | 1821  | 1831  | 1836  | 1841  | 1846  | 1851  |
| ----- | ----- | ----- | ----- | ----- | ----- | ----- | ----- | ----- |
| 1 650 | 1 441 | 1 501 | 1 774 | 1 849 | 1 782 | 1 784 | 1 771 | 1 720 |

| 1856  | 1861  | 1866  | 1872  | 1876  | 1881  | 1886  | 1891  | 1896  |
| ----- | ----- | ----- | ----- | ----- | ----- | ----- | ----- | ----- |
| 1 557 | 1 580 | 1 671 | 1 568 | 1 613 | 1 574 | 1 630 | 1 723 | 1 678 |

| 1901  | 1906  | 1911  | 1921  | 1926  | 1931  | 1936 | 1946 | 1954 |
| ----- | ----- | ----- | ----- | ----- | ----- | ---- | ---- | ---- |
| 1 583 | 1 529 | 1 438 | 1 123 | 1 100 | 1 050 | 970  | 937  | 859  |

| 1962 | 1968 | - | - | - | - | - | - | - |
| ---- | ---- | - | - | - | - | - | - | - |
| 779  | 722  | - | - | - | - | - | - | - |

## Culture locale et patrimoine

### Lieux et monuments
- La bastide de Bruges.
- L’église Saint-Martin[8] inscrite partiellement aux monuments historiques, date du XVe siècle. Elle recèle un guéridon[9], classé, du début du XVIIIe siècle.